# Stade de Son Moix
Le Mallorca Son Moix, est un stade de football situé à Palma dans les Îles Baléares en Espagne. Précédemment appelé Son Moix, ONO Estadi, Iberostar Estadio et Visit Mallorca Stadium, il fut construit pour l'Universiade d'été de 1999.
Depuis sa construction, il accueille les matches de l'équipe du RCD Majorque, évoluant en Championnat d'Espagne, le club ayant signé un accord avec le conseil municipal de la ville pour utiliser ce stade pour les cinquante prochaines années.

## Présentation
Le stade, situé dans le nord-ouest de la ville, est situé dans la zone industrielle de Can Valero, à 3 kilomètres du centre de la ville et à 13 kilomètres de l'aéroport de Palma.
Le stade dispose d'une capacité de 23 142 spectateurs, étant ainsi le plus grand stade des Îles Baléares.
Le stade dispose de deux tribunes principales à deux étages, avec la possibilité d'étendre ces tribunes à tout le stade pour obtenir une capacité d'environ 40 000 places mais pour des raisons financières, cette option n'a pas été retenue par le club.
Toutefois, le stade a été rénové et partiellement reconstruit à partir de 2022. La piste d'athlétisme a été enlevée et les tribunes latérales rapprochées. Des tribunes ont également été construites derrière les buts. Les travaux se sont achevés début 2024 et garantissent l'accès à 30000 spectateurs.
.

## Galerie

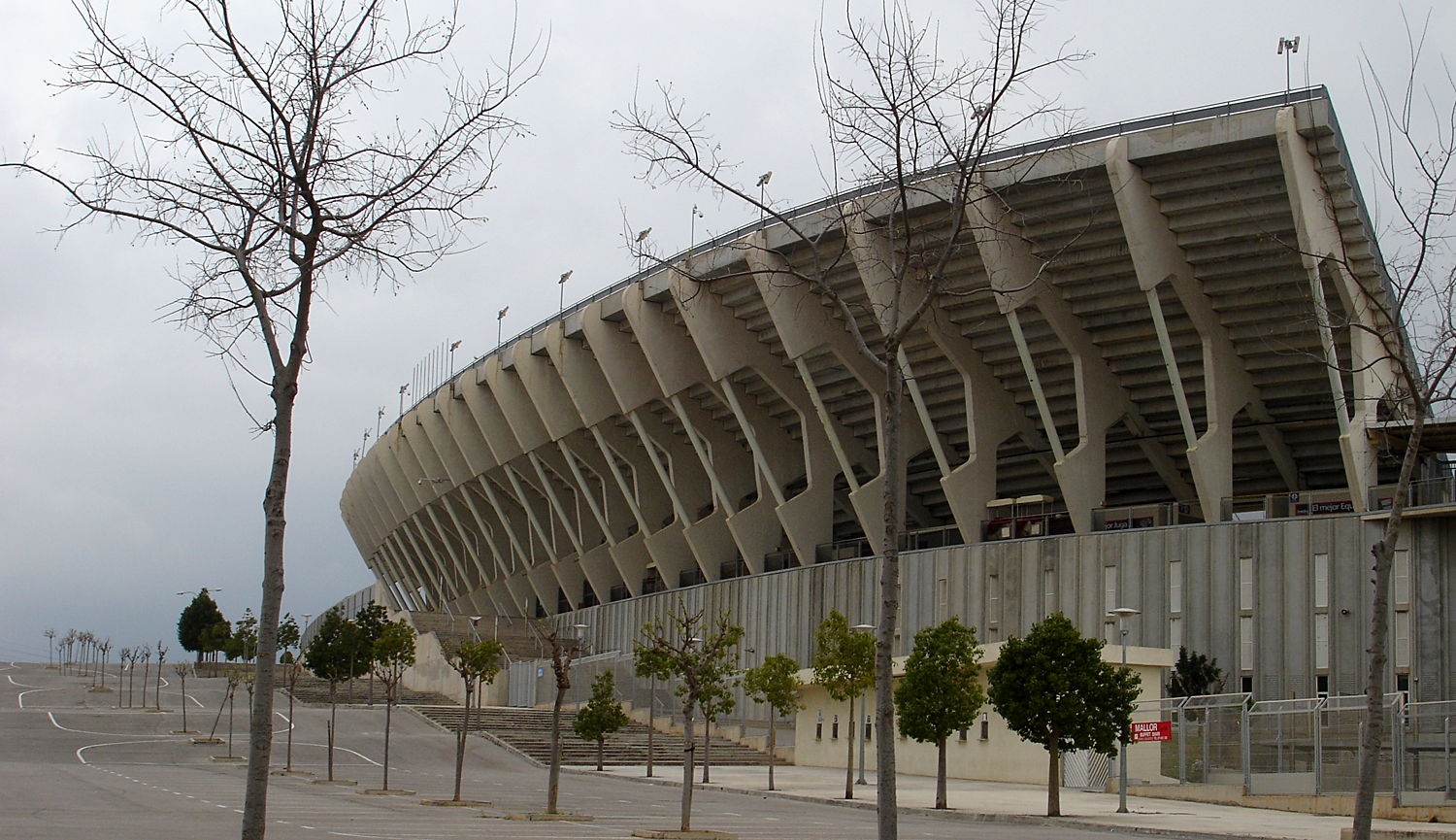
L'extérieur de l'Iberostar Estadio